# Chartchai Chionoi
Chartchai Chionoi, de son vrai nom Naris Chionoi, est un boxeur thaïlandais né le 10 octobre 1942 à Bangkok et mort le 21 janvier 2018, d'une pneumonie.

## Carrière
Passé professionnel en 1959, il devient champion d'Asie des poids mouches OPBF en 1962 puis champion du monde WBC de la catégorie le 30 décembre 1966 après sa victoire par arrêt de l'arbitre au 9e round contre Walter McGowan. Il conserve son titre à quatre reprises avant de le céder le 23 février 1969 contre Efrén Torres. Chionoi le récupère le 20 mars 1970 lors du combat revanche puis le perd dès le combat suivant le 7 décembre 1970 face à Erbito Salavarria.
Près de trois ans plus tard, le 17 mai 1973, le boxeur thaïlandais s'empare de la ceinture vacante WBA aux dépens de Fritz Chervet par abandon au 4e round. Après deux défenses victorieuses, il est battu le 18 octobre 1974 par le japonais Susumu Hanagata lors de leur second combat puis met un terme à sa carrière de boxeur l'année suivante sur un bilan de 61 victoires, 18 défaites et 3 matchs nuls.

## Référence
1. ↑  (en) « อาลัย “ชาติชาย เชี่ยวน้อย” แชมป์โลกในตำนาน สิ้นลมวัย 76 ปี », sur mgronline.com,‎ 21 janvier 2018 (consulté le 13 novembre 2020)
2. ↑  « Chartchai Chionoi, 1942-2018 - BoxingTalk », sur www.boxingtalk.com (consulté le 11 août 2021)
3. ↑  (en) Walter McGowan lost to Chartchai Chionoi by TKO at 0:50 in round 9 of 15 (boxrec.com)